# マッカーサー・ライン
マッカーサー・ライン（英: the MacArthur line、英語発音: [məˈkɑːrθər ˈlain] マカーサ・ライン）とは、第二次世界大戦後の日本を占領統治していた連合国軍最高司令官総司令部（GHQ）の文書SCAPIN第1033号「日本の漁業及び捕鯨業に認可された区域に関する覚書」によって決められた日本漁船の活動可能領域のことである。同時代の日本語の資料では、マッカーサーラインと表記される。

## 概要
GHQのダグラス・マッカーサー最高司令官の名で発せられ、SCAPINにより決定されたことから、この名称で呼ばれることになった。
朝鮮半島南部を軍政統治していた米軍政府は、マッカーサー・ラインを任意な線 (arbitrary line) としており、GHQによる統治の都合上設けられたものであり、最終的な措置でもなかった。SCAPIN677号第6項にもSCAPINによる施策が連合国の最終決定ではないと述べられている。
サンフランシスコ講和条約締結に伴って廃止されたが、日本海海域においては、代わって韓国大統領・李承晩によって一方的に「李承晩ライン」が設定されたことにより国際問題となった。

## 沿革

### 1945年：マッカーサーライン以前
- 1945年（昭和20年）
  - 8月15日 - 終戦
  - 9月2日 - GHQの指示がない限り、漁船を含む船舶の一切の移動が禁じられた[1]。
  - 9月14日 - 木造船だけは日本の沿岸12海里以内での操業が許可された[1]。

### 1945年：第一次許可
- 1945年（昭和20年）9月27日 - 日本の漁獲水域を指定（北緯45度東経145度から北緯45度30分東経145度、歯舞諸島を避けて東経150度、北緯26度東経150度、北緯26度東経123度、北緯32度東経125度、対馬を経て北緯40度東経135度、北緯45度東経140度を結ぶ線内）。

### 1945年：小笠原捕鯨許可
- 1945年（昭和20年）11月30日 - 小笠原諸島周辺での捕鯨が許可された。
- 1946年（昭和21年）3月22日 - 日本政府の行政区域を対馬、種子島、伊豆諸島までに限る（南西諸島と小笠原諸島の分離）。

### 1949年：第二次許可
- 1949年（昭和24年）9月21日 - 日本の漁獲域を東へ拡張（北緯40度東経165度、北緯40度東経180度、北緯24度東経180度、北緯24度東経165度の線内）。

### 1950年：第三次許可
- 1950年（昭和25年）5月12日 - 日本の漁獲水域を南へ拡大（北緯24度東経123度、赤道の東経135度、赤道の東経180度、北緯24度東経180度を結ぶ線内）。

### マッカーサーライン廃止過程
- 1951年（昭和26年）
  - 7月19日 - 韓国、米国にサンフランシスコ講和条約でのマッカーサーラインの継続を要求。
  - 8月10日 - 米国、ラスク書簡にて韓国に回答、サンフランシスコ講和条約発効後はマッカーサーラインは有効ではない。
  - 9月8日 - サンフランシスコ講和条約（日本国との平和条約）署名される（条約発効は1952年4月28日）。
- 1952年（昭和27年）
  - 1月18日 - 韓国が海洋主権宣言に基づき一方的に李承晩ラインを設定。
  - 4月25日 - マッカーサーライン廃止。